# او-۳۷ (کریگسمارینه)
زیردریایی یو-۳۷ (۱۹۳۸) (به انگلیسی: German submarine U-37 (1938)) یک زیردریایی است که طول آن ۷۶٫۶ متر (۲۵۱ فوت ۴ اینچ) و ارتفاع آن ۹٫۶ متر (۳۱ فوت ۶ اینچ) می‌باشد. این زیردریایی در سال ۱۹۳۸ ساخته شد.